# Böle (Berg)
Böle is een plaats in de gemeente Berg in het landschap Jämtland en de provincie Jämtlands län in Zweden. De plaats heeft 51 inwoners (2005) en een oppervlakte van 28 hectare. De plaats ligt aan het meer Bölessjön